# Comté de Tecklembourg
1139–1808
Entités précédentes :
- Duché de Saxe

Entités suivantes :
- Grand-duché de Berg

Le comté de Tecklembourg est un territoire du Saint Empire romain germanique. Il est situé dans le cercle impérial de Westphalie et s'étend sur 330 km². Depuis 1707, le comté fait partie du royaume de Prusse.

## Histoire
Autour du château de Tecklembourg (de) au sud-ouest d'Osnabrück, Ekbert (de) et les comtes de Tecklembourg suivants construisent un vaste territoire seigneurial entre les rivières Hunte et Ems. Jusqu'en 1173, les comtes possèdent le bailliage du diocèse de Münster. Entre 1180 et 1236, ils possédaient également le bailliage du diocèse d'Osnabrück. À cette époque, le comté est , avec le comté rival de Ravensberg, la puissance la plus forte dans cette région. Lors des luttes pour le pouvoir au niveau de l'Empire aux XIIe et XIIIe siècles, les Tecklembourg sont des partisans de Lothaire de Supplinbourg et des Guelfes. Simon Ier (de) acquit la seigneurie d'Ibbenbüren en 1189.
Après la mort des comtes de Tecklembourg en 1262, le comté passe aux comtes de Bentheim. Entre 1328 et 1562, il appartient aux comtes de Schwerin. Ceux-ci peuvent acquérir la seigneurie de Rheda (de). Mais en 1400, ils perdent la partie nord du comté avec les bureaux de Cloppenburg, Friesoythe et Bevergern au profit de la principauté épiscopale de Münster. Dès lors, les États ne sont plus représentés au parlement du comté que par dix domaines éligibles au parlement: manoir de Marck (de), manoir de Kappeln (de) (près de Westerkappeln), manoir d'Hülshoff (près de Tecklembourg), manoir de Kirstack (près de Lienen), manoir de Kronenburg (près de Lengerich), manoir de Langenbrück (près de Westerkappeln), manoir de Meesenburg (près de Ledde), manoir de Schollbruch (près de Lengerich), manoir de Velpe (près de Westerkappeln) et manoir de Vortlage (près de Lengerich).
Conrad de Tecklembourg-Schwerin (de) est le premier souverain de Westphalie à introduire la Réforme. Il rejoint la Ligue de Smalkalde. Après la défaite de cette dernière, il doit céder en 1548 Lingen, Ibbenbüren, Brochterbeck, Recke et Mettingen à l'empereur Charles Quint et le comté de Lingen voit le jour. Le village de Schale reste dans le comté de Tecklembourg.
En contournant les droits de succession de la maison de Solms-Braunfels, le comté de Tecklembourg revient en 1557 Arnold II (IV) de Bentheim-Tecklembourg (de). Son fils Adolphe (de) fonde sa propre lignée de Tecklembourg en 1609. En 1588, les comtes introduisent la confession réformée.
À la suite d'un jugement de la Cour de chambre impériale, le comté de Tecklembourg revient en 1696 à la maison de Solms. Le comte Guillaume-Maurice de Solms-Braunfels (de) vend Tecklembourg à la Prusse en 1707. Lors de l'accord de Berlin, la maison comtale de Bentheim-Tecklembourg (de) renonce en 1729 à toutes ses prétentions vis-à-vis de la Prusse.
En 1808, le territoire passe au Grand-Duché de Berg en 1808, avant de revenir à la France en 1811 et à la Prusse en 1813. La territoire du comté fait partie de la province prussienne de Westphalie à partir de 1815 et est absorbé en 1816 par l'arrondissement de Tecklembourg (de), qui existe jusqu'en 1975.

## Armoiries

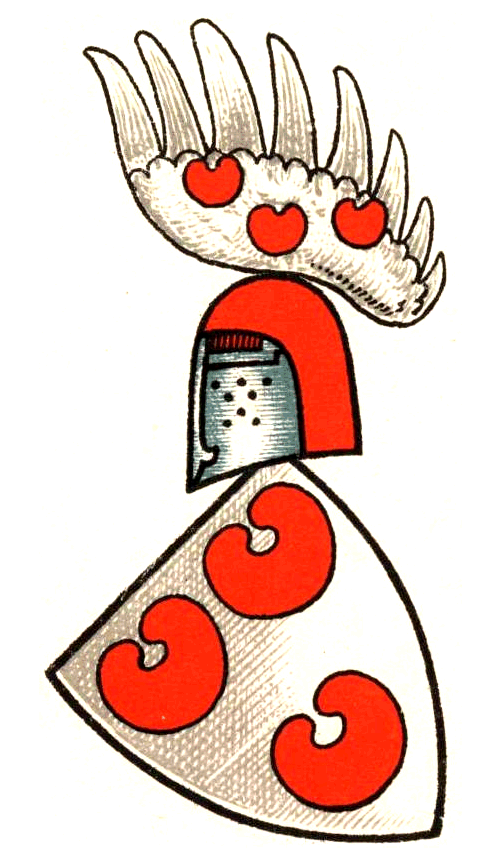
Armoiries des comtes de Tecklembourg

Les armoiries des comtes de Tecklembourg montrent trois (2: 1) nénuphars (de) rouges en argent. Sur le casque une aile d'argent recouverte des trois feuilles.

## Comtes régnants de Tecklembourg
| règne        | Nom                                                          | Remarques |
| ------------ | ------------------------------------------------------------ | --------- |

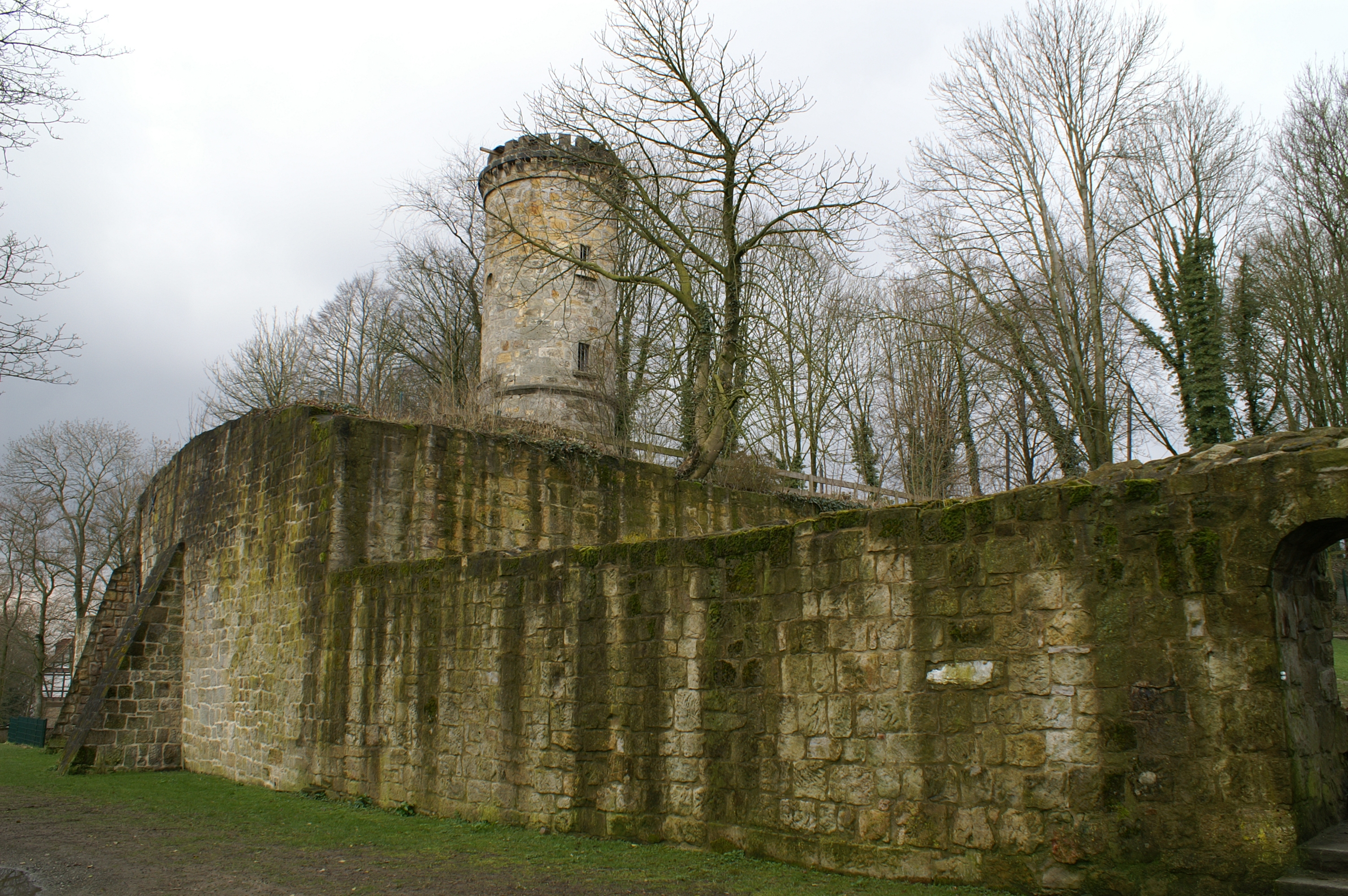

| 1139-1150    | Ekbert Ier de Tecklembourg (de) (vers 1090-4. février 1150)  |           |
| 1150-1156    | Henri Ier de Tecklembourg (de) (vers 1115-22 novembre 1156)  |           |
| 1156-1202    | Simon Ier de Tecklembourg (de) (vers 1140-8 août 1202)       |           |
| 1202-1263    | Othon Ier de Tecklembourg (de) (vers 1185-11 septembre 1263) |           |
| 1202-1226    | Henri II de Tecklembourg (mort avant 1226)                   | co-régent |
| 1235/40-1247 | Henri III de Tecklembourg (de) (mort en 1247)                | co-régent |

| règne     | Nom                                                          | Remarques                                           |
| --------- | ------------------------------------------------------------ | --------------------------------------------------- |
| 1263-1279 | Othon II de Bentheim-Tecklembourg (de) (vers 1248-vers 1279) | par mariage avec Heilwig de Tecklembourg, héritière |
| 1279-1285 | Othon III de Tecklembourg (mort vers 1285)                   |                                                     |
| 1285-1307 | Othon IV de Tecklembourg (de)-Ibbenbüren (mort en 1307)      |                                                     |
| 1307-1328 | Othon V (mort en 1329)                                       | Héritier, mort sans enfant                          |

| règne        | Nom                                                       | Remarques                                                                                           |
| ------------ | --------------------------------------------------------- | --------------------------------------------------------------------------------------------------- |
| 1328-1360/67 | Nicolas Ier de Tecklembourg (de) (mort en 1360/67)        | neveu aîné d'Othon V                                                                                |
| 1360/67-1388 | Othon VI de Tecklembourg (de) (mort en 1388)              | |
| 1388-1426    | Nicolas II de Tecklembourg (de) (mort en 1426)            | perd la seigneurie de Bevergern (de) et les bureaux du nord de Cloppenburg et Friesoythe            |
| 1426-1450    | Othon VII de Tecklembourg (de) (mort en 1450)             | |
| 1450-1508    | Nicolas III de Tecklembourg (mort en 1508)                | laissé le comté d'Iburg à son frère Othon VIII et le comté de Lingen en 1493 à son fils Nicolas IV  |
| 1508-1534    | Othon IX de Tecklembourg (mort en 1534)                   | |
| 1534-1557    | Konrad von Tecklembourg-Schwerin (1501-6 ou 16 juin 1557) | A hérité du comté de Lingen de son oncle Nicolas IV en 1541 ; il introduit la Réforme dans le comté |

| règne     | Nom                                                                          | Remarques                                                                                                  |
| --------- | ---------------------------------------------------------------------------- | --- |
| 1557-1562 | Eberwin III de Bentheim-Steinfurt (de) (1536-19 février 1562)                | Mariage (1553) de l'unique héritière de ceux de Tecklembourg-Schwerin, Anne de Tecklembourg-Schwerin (de). |
| 1562-1606 | Arnold II de Bentheim-Tecklembourg (de) (10/11 octobre 1554-11 janvier 1606) | |
| 1606-1623 | Adolphe de Bentheim-Tecklembourg (de) et Rheda                               | |
| 1623-1674 | Maurice de Bentheim-Tecklembourg (de)                                        | |
| 1674-1701 | Jean-Adolphe de Bentheim-Tecklembourg (de)                                   | perdu Tecklembourg en 1700 à la suite d'un procès                                                          |